# Paweł Czarniecki
Paweł Czarniecki herbu Łodzia (zm. 1664) – rotmistrz i pułkownik wojsk koronnych od 1633 r. Kawaler maltański od 1662 r.
Pod jego dowództwem w chorągwi kozackiej zdobywał doświadczenie jego brat, późniejszy hetman polny koronny, Stefan Czarniecki. Jeden z 10 synów starosty chęcińskiego i żywieckiego Krzysztofa i Krystyny Rzeszowskiej.